# 몽골력
전통적인 몽골력(몽골어: цаглабар, tsaglabar 또는 цаг тооны бичиг, tsag toony bichig)은 1747년 승려 이슈발지르(Ishbaljir, Сүмбэ хамбо Ишбалжир, Sümbe khambo Ishbaljir, 1704-1788)가 개발한 테구스 부얀투 주르카이(Tegus Buyantu zurkhai) 시스템을 기반으로 한 태음력 달력이다. 몽골의 1년은 음력 12개월 또는 13개월로 구성되며, 각 달은 초승달로 시작하고 끝난다. 13번째 달은 2~3년마다 추가되므로 평균 1년은 태양년과 같다.
몽골의 전통 새해 축하 행사는 동지 다음 두 번째 초승달에 기념하는 차강사르(Tsagaan Sar)이다. 2022년 몽골에서는 두 번째 초승달이 2월 1일에 떴다. 현대 몽골에서는 그레고리력을 사용하며, 전통 달력은 달력을 기반으로 한 전통 축하 행사에만 사용된다.
유럽의 연대기 체계는 아그린 툴롤(Аргын тоолол, Argyn toolol, 방법의 연대기)라고 하며, 몽골의 연대기 체계는 빌긴 툴롤(Билгийн тоолол, Bilgiin toolol, 지혜의 연대기)이라고 한다.